# Chernovskiia orbicus
Chernovskiia orbicus är en tvåvingeart som först beskrevs av Henry Keith Townes, Jr. 1945.  Chernovskiia orbicus ingår i släktet Chernovskiia och familjen fjädermyggor. Inga underarter finns listade i Catalogue of Life.